# 勒梅尼勒埃纳尔
勒梅尼勒埃纳尔（法語：Le Mesnil-Esnard，法語發音：[lə menil enaʁ]）是法国滨海塞纳省的一个市镇，属于鲁昂区。

## 地理
勒梅尼勒埃纳尔（49°24'39"N, 1°8'31"E）面积5.07 平方千米，位于法国诺曼底大区滨海塞纳省，该省份为法国北部沿海省份，其西部及北部濒大西洋英吉利海峡，东起顺时针与索姆省、瓦兹省、厄尔省和卡爾瓦多斯省接壤。
与勒梅尼勒埃纳尔接壤的市镇（或旧市镇、城区）包括：邦瑟库尔、昂夫勒维尔拉米瓦、贝尔伯夫、弗朗克维尔-圣皮埃尔、圣欧班-埃皮奈、圣莱热迪布尔德尼。
勒梅尼勒埃纳尔的时区为UTC+01:00、UTC+02:00（夏令时）。

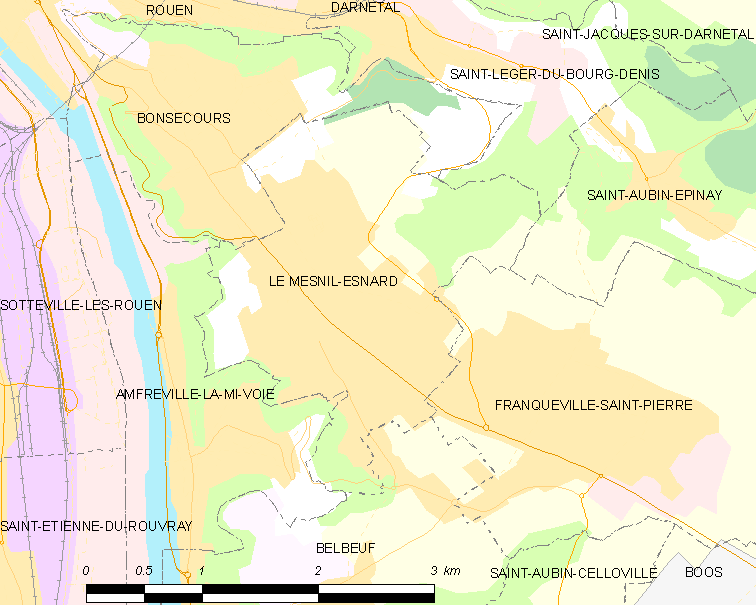
勒梅尼勒埃纳尔的OSM定位图

## 行政
勒梅尼勒埃纳尔的邮政编码为76240，INSEE市镇编码为76429。

## 政治
勒梅尼勒埃纳尔所属的省级选区为勒梅尼勒埃纳尔县。

## 人口

1962-2008年间勒梅尼勒埃纳尔人口变化图示

勒梅尼勒埃纳尔于2022年1月1日时的人口数量为7998人。